# Championnat du monde de rink hockey masculin juniors 2005
Navigation
Championnat du monde juniors 2003 Championnat du monde juniors 2007
Le deuxième championnat du monde juniors de rink hockey s'est déroulé entre le 26 novembre et le 4 décembre 2005, à Malargue en Argentine.
Cette compétition a réuni les meilleurs joueurs de moins de 20 ans de dix sélections du monde entier.